# Oncopsis trimaculata
Oncopsis trimaculata är en insektsart som beskrevs av Kuoh. Oncopsis trimaculata ingår i släktet Oncopsis och familjen dvärgstritar. Inga underarter finns listade i Catalogue of Life.